# Psychotria deverdiana
Psychotria deverdiana är en måreväxtart som beskrevs av André Guillaumin. Psychotria deverdiana ingår i släktet Psychotria och familjen måreväxter. Inga underarter finns listade i Catalogue of Life.